# Ángel Navarrete
Ángel Navarrete es un deportista español que compitió en taekwondo. Ganó una medalla de plata en el Campeonato Mundial de Taekwondo de 1983, y una medalla de bronce en el Campeonato Europeo de Taekwondo de 1984.

## Palmarés internacional
| Campeonato Mundial | Campeonato Mundial     | Campeonato Mundial | Campeonato Mundial |
| Año                | Lugar                  | Medalla            | Categoría          |
| ------------------ | ---------------------- | ------------------ | ------------------ |
| 1983               | Copenhague (Dinamarca) | Medalla de plata   | –64 kg             |
| Campeonato Europeo |                        |                    |                    |
| Año                | Lugar                  | Medalla            | Categoría          |
| 1984               | Stuttgart (RFA)        | Medalla de bronce  | –64 kg             |